# 儲旭
儲旭CHUXU（1992年1月3日—），本名儲榢逸，臺灣特效化妝指導、演員與教師，生於臺北市。2007年起從事電影視覺特效化妝相關工作，2015年開始參與影視表演與教學。他曾獲第53屆金鐘獎最佳美術設計獎，並入圍第55屆金鐘獎美術設計及第59屆金馬獎最佳造型設計獎項。2023年擔任第58屆金鐘獎第四類評審委員。

## 經歷

### 特效化妝指導
自2007年起，儲榢逸開始從事電影視覺特效化妝相關工作，範疇涵蓋角色設定、人物造型設計、人像雕塑、特效化妝開模與鏡位討論等流程，並與導演及攝影團隊合作完成視覺呈現。他的特效化妝設計涵蓋寫實傷妝、年代造型、奇幻角色塑造等多種類型，曾參與多部影視作品，包括《美人魚》、《誰是被害者》、《紅衣小女孩》、《咒》、《逆局》、《麻醉風暴2》等。

### 演員經歷
儲榢逸自2013年投入影視演出，最早以短片《方框下的老時光》擔任主角展開演藝生涯。2017年，他於台北參與《48小時微電影》競賽短片《M.I.T》，並因演出該片獲得「最佳演員」提名《48 Hour Film Project Taipei》  。此後他也演出多部影視作品包含《嘎拉》《人選之人造浪者》包括2020年短片《追愛外送員》擔任男主角、2019年微電影《我的媽媽》飾演兒子等 。

### 製作與導演經歷
從2015年起，儲榢逸從事影視製作，擔任多部短片的監製。其中包括三立電視台《位！你在等我嗎？》《你好幸福》。《Restart》、《這不算什麼》、《揍他一頓》等作品，其中《揍他一頓》曾入圍好萊塢國際電影節與馬德里國際電影節，《Restart》入圍倫敦電影節 。他也曾參與短片於其他影展角逐最佳導演或最佳影片獎項，這些多元參與讓他的製作經歷更具國際曝光  。

### 學術與公共服務
儲榢逸曾任世新大學助理教授，開設關於影視化妝與造型課程；同時參與多項藝文選拔與交流活動，例如2018年成為外交部藝術交流評選人才與衛武營國家藝術文化中心年度代表人物，2019年受國家電影文化中心專訪，2021年參與觀傳局文化訪問產業人才計畫並受邀擔任第58屆金鐘獎第四類評審委員

## 獎項

### 美術造型獎項紀錄
| 年份   | 劇名       | 獎項         | 類別         | 結果 | 擔任職位     |
| 2018年 | 麻醉風暴2  | 第53屆金鐘獎 | 最佳美術設計 | 獲獎 | 特效化妝指導 |
| 2020年 | 誰是被害者 | 第55屆金鐘獎 | 最佳美術設計 | 提名 | 特效化妝指導 |
| 2022年 | 咒         | 第59屆金馬獎 | 最佳造型設計 | 提名 | 造型設計     |

### 演藝類得獎項紀錄
| 年份   | 劇名      | 獎項                        | 類別     | 結果 | 擔任職位 |
| 2017年 | 《M.I.T》 | 48 Hour Film Project Taipei | 最佳演員 | 提名 | 演員     |

### 製作類獎項紀錄
| 年份   | 劇名       | 獎項                    | 類別               | 結果 | 擔任職位 |
| 2017年 | 恥         | 台北金馬影展            | FPP創投項目        | 提名 | 監製     |
| 2017年 | 這不算什麼 | FIRST青年電影展         | 短片單元           | 提名 | 監製     |
| 2017年 | 這不算什麼 | FFIFA福爾摩沙國際電影節 | 短片單元           | 提名 | 監製     |
| 2017年 | 揍他一頓   | 新片場NEW ERA青年電影季 | 最佳編劇           | 提名 | 監製     |
| 2017年 | 揍他一頓   | 馬德里國際電影節        | 最佳導演           | 提名 | 監製     |
| 2017年 | 揍他一頓   | 好萊塢國際電影節        | 最佳影片           | 提名 | 監製     |
| 2017年 | 揍他一頓   | 加州獨立電影節          | 最佳影片           | 提名 | 監製     |
| 2017年 | RESTART    | 倫敦電影節              | 最佳導演           | 獲獎 | 監製     |
| 2018年 | 男孩們     | 賈樟柯86358             | 最佳導演           | 獲獎 | 監製     |
| 2018年 | 男孩們     | 重慶青年影展            | 最佳導演 最佳剪輯  | 提名 | 監製     |
| 2018年 | 男孩們     | 杭州青年影像計劃金荷獎  | 競賽單元           | 提名 | 監製     |
| 2018年 | 男孩們     | 邁阿密獨立電影節        | 最佳影片           | 提名 | 監製     |
| 2018年 | 男孩們     | 中加國際電影節          | CCIFF競賽單元      | 提名 | 監製     |
| 2018年 | 男孩們     | 絲綢之路國際電影節      | WAFF短片嘉年華展映 | 獲獎 | 監製     |

## 演藝作品
| 年份   | 劇名                    | 角色                   | 演出型態 | 類型   |
| 2024年 | 嘎啦                    | 天仁                   | 男主演   | 電影   |
| 2024年 | 鬼們之蝴蝶大廈          | 混混                   | 客串     | 電影   |
| 2024年 | 孔雀魚                  | 外送員                 | 客串     | 電視劇 |
| 2024年 | 何百芮的地獄毒白        | 店長                   | 客串     | 影集   |
| 2023年 | 人選之人-造浪者         | 推輪椅男子             | 客串     | 影集   |
| 2022年 | 咒                      | 髮型師同事             | 客串     | 電影   |
| 2022年 | 追愛外送員              | 陳宇軒                 | 男主演   | 短片   |
| 2019年 | 我的媽媽                | 兒子                   | 男主演   | 微電影 |
| 2018年 | 你好，幸福              | 同事                   | 客串     | 電視劇 |
| 2018年 | 愛情練習生              | 毛毛                   | 客串     | 網路劇 |
| 2018年 | 微電影-48小時 『M.I.T』 | 男主角（入圍最佳演員） | 男主演   | 網路劇 |
| 2017年 | 阿波菲斯                | 阿波菲斯               | 男主演   | 舞台劇 |
| 2017年 | 男孩們                  | 同學                   | 客串     | 影展片 |
| 2016年 | 方框下的老時光          | 阿布                   | 男主演   | 微電影 |

## 音樂作品
| 專輯名稱                              | 發行日期  | 發行公司             | 曲目                         |
| ------------------------------------- | --------- | -------------------- | ---------------------------- |
| 創作單曲《You Know I Want Your Love》 | 2019年9月 | 上行娛樂股份有限公司 | 1. You Know I Want Your Love |